# Đảo Cách Mạng Tháng Mười
Đảo Cách mạng Tháng Mười (tiếng Nga: Остров Октябрьской Революции, Ostrov Oktyabrskoy Revolyutsii) là hòn đảo lớn nhất trong nhóm đảo Severnaya Zemlya thuộc vùng Bắc cực của Nga.
Diện tích của hòn đảo được ước tính là 14.170 km2 (5.470 dặm vuông Anh) và là đảo lớn thứ 56 trên thế giới. Điểm cao nhất trên đảo có cao độ 965 m (3.166 ft) tại Núi Karpinsky. Một nửa hòn đảo được bao phủ bởi các sông băng vươn ra biển. Tại các phần không bị băng bảo phủ, thảm thực bì là sa mạc hoặc lãnh nguyên. Hòn đảo được Boris Vilkitsky thám hiểm ra vào năm 1913, song tính chất là một hòn đảo của nó chỉ được chứng minh vào năm 1931, khi Georgy Ushakov và Nikolay Urvantsev vẽ bản đồ quần đảo trong chuyến thám hiểm của họ vào năm 1930–32.
Đảo Cách mạng Tháng Mười có 5 chỏm băng vòm; theo kim đồng hồ từ phía bắc, chúng có tên: Rusanov, Karpinsky, University, Vavilov và Albanov. The Vavilov Trạm khí tượng Vavilov hoạt động từ 1974 đến 1988 trên phần phía bắc của Chóm băng Vavilov. Các chỏm băng nhỏ khác trên đảo gồm có sông băng Mal'yutka. Sông Podemnaya và sông Bolshaya chảy về phía tây bắc giữa các sông băng Vavilov và Albanov, và các sông Bedovaya và Obryvistaya chảy về phía bắc giữa hai sông băng Albanov và Rusanov.
Có đề xuất đổi tên hòn đảo thành Svyataya Alexandra (Thánh Alexandra).